# Стефано Донауді

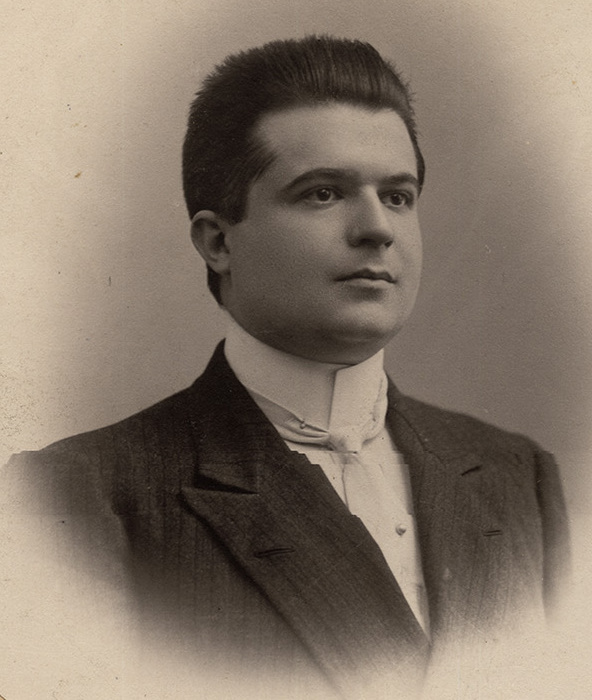
Стефано Донауді, 1906

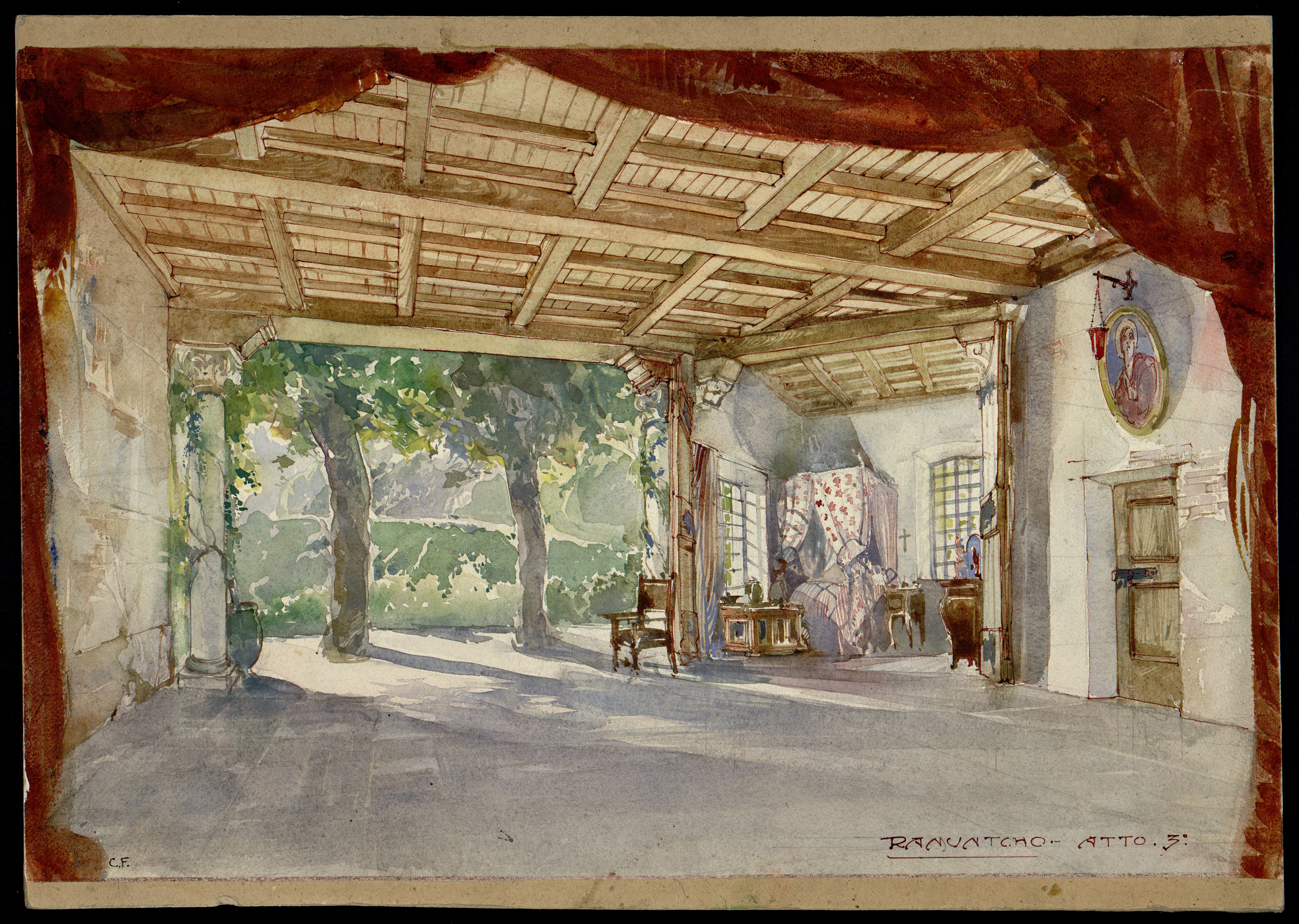
Кімната Франкіти, сценографія до третього акту опери «Рамунчо» (1921).

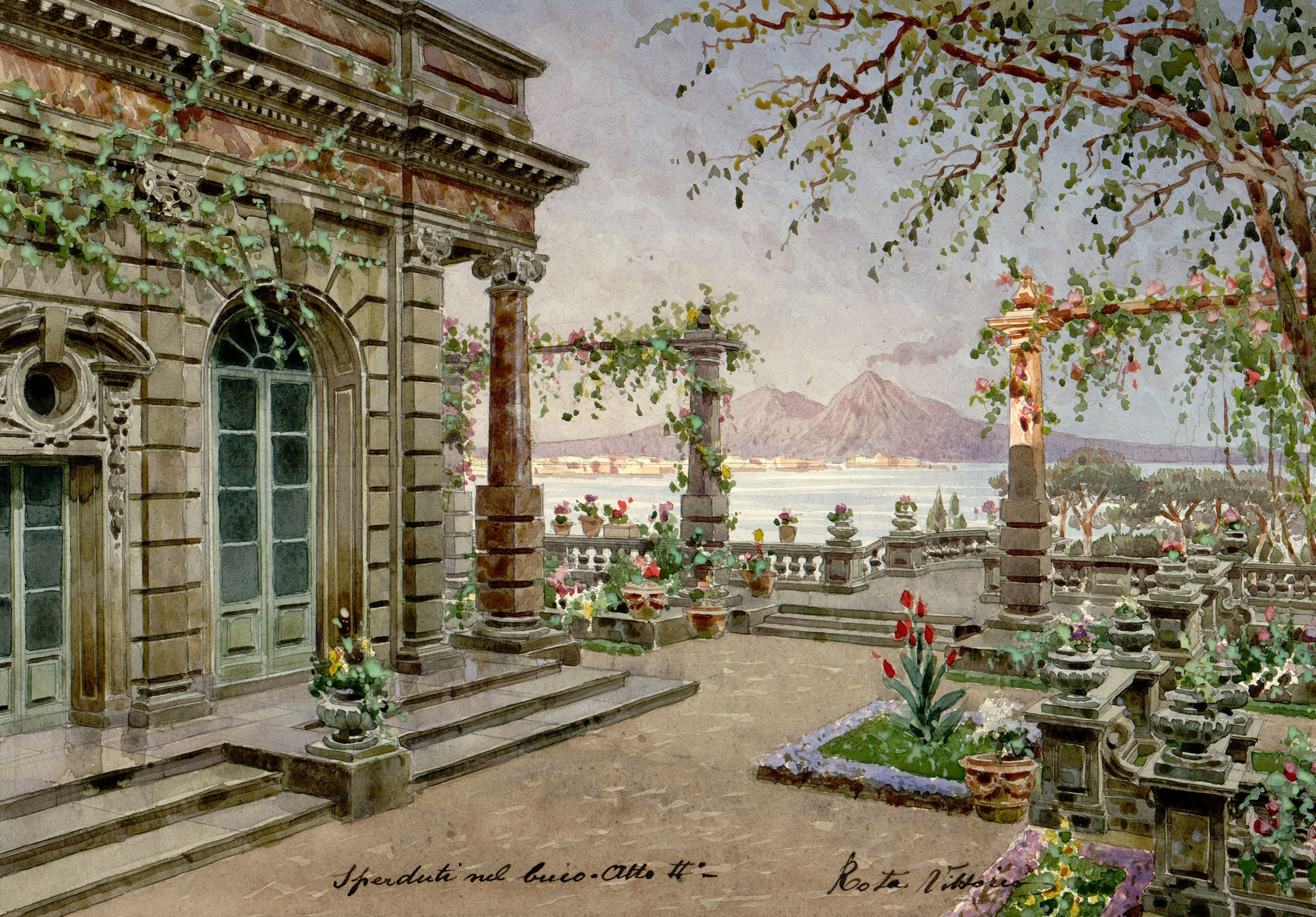
Una spianata nella villa del Duca di Vallenza, sul mar di Posillipo, декорація для Speduti nel buio act 2 (1907).

Стефано Донауді (21 лютого 1879 — 30 травня 1925) — італійський композитор. 
Народився у Палермо, батько - француз, мати - італійка. Навчався приватно у директора Палермської консерваторії Гульєльмо Цуеллі, надалі заробляв на життя викладачем співу та акомпаніатором для багатих сімей Сицилії. Писав переважно вокальну музику, переважно на тексти написані його братом, Альберто Донауді. Зокрема це опери Folchetto (1892), La scampagnata (1898), Teodoro Koerner (1902), Sperduti in buio (1907), Ramuntcho (1921) та La Fiamminga (1922). Ці опери ставились в італійських театрах. Проте остання, «Фьямінга», поставлена в театрі Сан-Карло в Неаполі , зазнала фіаско, після чого Донауді припинив писати музику. Він помер через три роки, у віці 46 років.
Найвідомішою збіркою Доноді є «36 Arie di Stile Antico» ("36 арій в старовинному стилі"), вперше опублікована видавництвом Casa Ricordi в 1918 році, перевидана 1922 році, що включала твори складені починаючи з 1892 року.

## Зовнішні посилання
- Stefano Donaudy Discography: Vinyl, CDs, & More | Discogs
- Вільні ноти авторства Стефано Донауді на сайті International Music Score Library Project (IMSLP)